# Kronika III: Zaklęty krąg
Kronika III: Zaklęty krąg - album rapera Młodego M oraz producenta muzycznego Radonisa. Premiera wydawnictwa odbyła się 29 marca 2013 roku. Wśród gości pojawili się między innymi Paluch, Kajman, Pezet czy Vixen.
Nagrania dotarły do 15. miejsca zestawienia OLiS.

## Lista utworów
Źródło.
1. "Bez lęku" (gościnnie South Blunt System)
2. "Dobre życie" (gościnnie Justyna Kuśmierczyk, Insert)
3. "Na szczyt" (gościnnie Yoanna)
4. "Wolni" (gościnnie Vixen, Jopel)
5. "Nie patrzę na innych" (gościnnie Kajman, Pezet)
6. "Siła charakteru" (gościnnie Insert)
7. "Anioł" (gościnnie Justyna Kuśmierczyk)
8. "Na uwięzi"
9. "Kiedy zapada zmrok"
10. "Zaklęty krąg"
11. "Kronikarze" (gościnnie Insert)
12. "Uliczny grajek" (gościnnie Radonis, Temek)
13. "RAP" (gościnnie Paluch)
14. "Światła"
15. Justyna Kuśmierczyk – "Remember" (utwór dodatkowy)
16. Projekt Z.E.N (Mino) - "My to te bloki" (utwór dodatkowy)
17. Radonis - "Idę" (utwór dodatkowy)